# USS Edisto (AG-89)

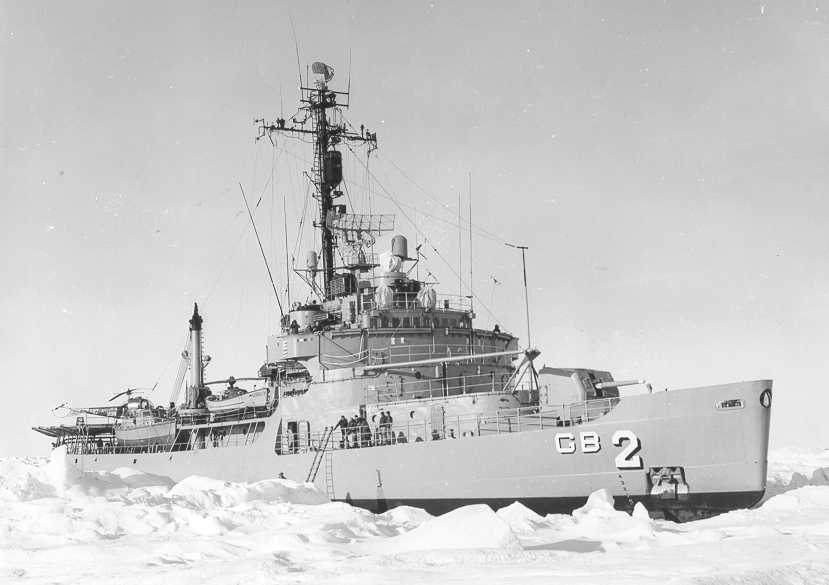
USCGC Edisto

El USS Edisto (AG-89/AGB-2) fue un rompehielos de la clase Wind que sirvió en la Armada de los Estados Unidos de 1947 a 1965 y en la Guardia Costera de 1965 a 1974, como USCGC Edisto (WAGB-284).
Fue botado en 1946 por Western Pipe and Steel Company (San Pedro, California). Tuvo un prolongado servicio, siendo parte de las operaciones Bluejay y Deep Freeze, entre otras. Fue retirado en 1974 y posteriormente desguazado.